# پیانوپولی
پیانوپولی (به ایتالیایی: Pianopoli) یک کومونه در ایتالیا است که در استان کاتانزارو واقع شده‌است.

## خصوصیات
پیانوپولی ۲۴ کیلومترمربع مساحت و ۲٬۵۸۵ نفر جمعیت دارد و ۲۵۰ متر بالاتر از سطح دریا واقع شده‌است.